# 우양 (오버워치)
우양(본명: 예우양, 중국어: 叶无漾(葉無漾))는 블리자드 엔터테인먼트사의 2022년 출시 게임 오버워치 2에 등장하는 게임 캐릭터이다.  
우양의 목소리는 영어판은 하워드 윙이 담당하였다.  

## 같이 보기
- 오버워치
- 오버워치의 등장인물